# Saison 17 de New York, unité spéciale
Chronologie
Saison 16 Saison 18
Cet article, présente la dix-septième saison de New York, unité spéciale, ou La Loi et l'Ordre : Crimes sexuels au Québec, (Law and Order: Special Victims Unit) qui est une série télévisée américaine.

## Distribution de la saison

### Acteurs principaux
- Mariska Hargitay (VF : Dominique Dumont) : sergent puis lieutenant Olivia Benson
- Kelli Giddish (VF : Anne Dolan) : inspecteur Amanda Rollins
- Ice-T (VF : Jean-Paul Pitolin) : inspecteur Odafin Tutuola
- Peter Scanavino (VF : Jérôme Pauwels) : inspecteur Dominick "Sonny" Carisi Jr.
- Raúl Esparza (VF : Sébastien Desjours) : substitut du procureur Rafael Barba

### Acteurs récurrents

#### Membres de l'Unité spéciale
- Tamara Tunie (VF : Sylvie Jacob) : Dr Melinda Warner (épisodes 1 et 2)[1]
- Andy Karl : sergent Mike Dodds (épisodes 6, 7, 8, 10, 11, 12, 13, 14, 15, 16, 17, 18, 20, 22 et 23)
- Richard Belzer : John Munch (épisodes 1 à 20)
- Lauren Noble : Carmen, la secrétaire de Barba (épisodes 2, 5, 12 et 16)
- B. D. Wong : George Huang

#### Chicago Police Department
- Jason Beghe (VF : Thierry Hancisse) : Sergent Henry « Hank » Voight (épisode 14)
- Jon Seda (VF : David Mandineau) : Lieutenant Antonio Dawson (épisode 14)
- Sophia Bush (VF : Barbara Delsol) : Lieutenant Erin Lindsay (épisode 14)

#### Avocats de la défense
- Elizabeth Marvel : avocate de la défense Rita Calhoun (épisodes 1, 2 et 12)
- Delaney Williams : avocat de la défense John Buchanan (épisodes 2, 12 et 16)
- Steve Rosen : avocat de la défense Michael Guthrie (épisodes 4, 9 et 13)
- Daveed Diggs : avocat de la défense des droits civils Louis Henderson (épisodes 5 et 13)

#### Bureau des Affaires Internes
- Robert John Burke (VF : François Dunoyer) : capitaine Ed Tucker (épisodes 5, 11, 15, 17, 18, 21 et 23)

#### Juges
- Sonia Manzano : juge Gloria Pepitone (épisodes 12 et 13)
- Aida Turturro : juge Felicia Catano (épisode 12)

#### Hôpital
- Yvonna Kopacz-Wright : docteur Darby Wilder (épisodes 4 et 13)

#### New York Fire Departement
- Joselin Reyes : ambulancière Martinez (épisode 13)

#### Psychiatre
- Bill Irwin : Dr. Peter Lindstrom (épisodes 3, 12 et 23)

#### Entourage de l'Unité spéciale
- Ryan Buggle : Noah Porter-Benson (épisodes 1, 6, 8, 11, 13, 17, 20 et 23)

## Production
Le 5 février 2015, NBC renouvelle la série pour une dix-septième saison. Mariska Hargitay (sergent Olivia Benson) a eu son contrat renouvelé pour la saison 17, ainsi que Ice-T (inspecteur Odafin Tutuola),. En mars 2015, il est annoncé que la dix-septième saison sera la dernière pour le showrrunner et producteur délégué Warren Leight (en), celui-ci ayant signé un contrat avec Sony Pictures Television où il développera de nouveaux projets exclusivement pour le studio, son contrat lui permettant de travailler sur New York, unité spéciale pour une dernière saison.
La production de la saison a commencé à la fin du mois de mai 2015 avec le double épisode qui sera diffusé le 23 septembre 2015, puis l'équipe de la série fit une pause et le tournage reprit le 21 août 2015,. Le 14 août 2015, Warren Leight annonce que Mariska Hargitay sera de nouveau au poste de réalisatrice, après avoir réalisé deux épisodes de la saison 15 et un de la saison 16.
En mai 2015, il est annoncé à la fin de la seizième saison que Danny Pino (inspecteur Nick Amaro) ne sera pas de retour pour la suite, mais que les producteurs ne font pas tuer son personnage afin de laisser la disponibilité à l'acteur de revenir dans la série. Leight déclare à The Hollywood Reporter : « je tente de laisser cette porte ouverte. Je voudrais être en mesure de le ramener. À ce stade, cela dépend de l'endroit où il est et ce qu'il fait et ce que l'histoire a besoin. Voilà un des avantages de ne pas tuer un personnage que vous aimez ».
Également en mai 2015, Warren Leight révèle à TV Guide que le thème de cette dix-septième saison se concentrera sur les changements et les transitions alors que la dernière était axée sur la famille. Leight ajoute que les personnages de Rafael Barba, incarné par Raúl Esparza, et de Dominick Carisi, incarné par Peter Scanavino seront plus développés et que Benson sera promu lieutenant.
La seizième saison, comporte 23 épisodes et est diffusée du 23 septembre 2015 au 25 mai 2016 sur NBC.
En France, la saison est diffusée du 24 mai 2016 au 8 février 2017 sur TF1, à intervalle irrégulier.
Tamara Tunie et B.D Wong sont apparus dans plusieurs épisodes de cette saison.
Richard Belzer qui interprété le détective John Munch depuis la première saison, quitte la série au terme de l'épisode 20.

## Liste des épisodes

### Épisode 1:Aux yeux de tous, première partie
- États-Unis /  Canada : 23 septembre 2015 sur NBC / CTV Two
- Suisse : 13 mars 2016 sur RTS Un
- France : 24 mai 2016 sur TF1

- États-Unis : 8,27 millions de téléspectateurs[11] (première diffusion)
- France : 1,32 million de téléspectateurs (première diffusion)

- Mary Bacon : Susie Frain
- Purva Bedi : Santa Charma
- Bronwyn Reed : Lucy Huston
- Dallas Roberts : Gregory Yates
- Karen Tsen Lee : Susan Chung
- Vincent Curatola : Juge Al Bertuccio
- Jefferson Mays : Docteur Carl Rudnick
- Elizabeth Marvel : Avocate Rita Calhoun
- Tamara Tunie : Docteur Melinda Warner
- Stephen Bradbury : Juge Colin McNamara

### Épisode 2:Aux yeux de tous, deuxième partie
- États-Unis /  Canada : 23 septembre 2015 sur NBC / CTV Two
- Suisse : 20 mars 2016 sur RTS Un
- France : 25 mai 2016 sur TF1

- États-Unis : 8,27 millions de téléspectateurs[11] (première diffusion)

- Mary Bacon : Susie Frain
- Dan Daily : Bob Hencamp
- Max Baker : Colin Bennett
- Denny Dillon : Le propriétaire
- Jefferson Mays : Docteur Carl Rudnick
- Tamara Tunie : Docteur Melinda Warner
- Stephen Bradbury : Juge Colin McNamara
- Elizabeth Marvel : Avocate de la défense Rita Calhoun
- Delaney Williams : Avocat de la défense John Buchanan

### Épisode 3:Le Signal fort
- Canada : 29 septembre 2015 sur CTV
- États-Unis : 30 septembre 2015 sur NBC
- Suisse : 27 mars 2016 sur RTS Un
- France : 4 janvier 2017 sur TF1

- États-Unis : 6,69 millions de téléspectateurs[13] (première diffusion)
- Canada : 1,33 million de téléspectateurs[14] (première diffusion + différé 7 jours)

- Niles Fitch : Keon Williams
- Jean Chung : Melody
- Paul Castro Jr. : Connor
- Libya Pugh : Madame Davis
- Danny Burstein : Eric Parker
- Rebecca Luker : Lisa Parker
- Travaris Spears : Markus Green
- Dante Brown : Darius McCrae
- Jolly Abraham : Docteur Patel
- Elan R. Graham : Eliza
- Adrienne C. Moore : Cheryl McCrae
- Bill Irwin : Docteur Peter Lindstrom
- Dashiell Eaves : Sergent Kevin Donlan
- Jenna Stern : Juge Elana Barth
- Ron Simons : Principal Al Pompeo
- Bianca Leigh : Docteur Rachel Sandow
- Christophe Dylan White : Avery Parker
- Robert Sean Leonard : Kenneth O'Dwyer
- Hari Dhillon : Avocat de la défense Sunil Varma
- Jessica Philips : Substitut du Procureur Pippa Cox

### Épisode 4:Responsables et coupables
- États-Unis /  Canada : 7 octobre 2015 sur NBC / CTV Two
- Suisse : 3 avril 2016 sur RTS Un
- France : 22 juin 2016 sur TF1

- États-Unis : 7 millions de téléspectateurs[15] (première diffusion)
- France : 3,41 millions de téléspectateurs[16] (première diffusion)

- Steve Rosen : Guthrie
- Delius Doherty : Rose
- Elijah Rivera : Tito Morales
- Josh Pais : Hank Abraham
- Jaime Fernandez(II) : Dario
- Whoopi Goldberg : Janette Grayson
- John Magaro : Keith Musio
- Jessica Pimentel : Manuela Ozuna
- Joseph Lyle Taylor : Mickey D'Angelo
- Michael Mastro : Juge Serani
- Caris Vujcec : Détective Louise Campesi
- Marissa Matrone : Juge Maria Ana DeFeceo
- Peter Gallagher : Chef Adjoint William Dodds
- Scott William Winters : Détective Joe Dumas
- Yvonna Kopacz Wright : Docteur Darby Wilder

### Épisode 5:Enquête parallèle
- États-Unis /  Canada : 14 octobre 2015 sur NBC / CTV Two
- Suisse : 10 avril 2016 sur RTS Un
- France : 22 juin 2016 sur TF1

- États-Unis : 6,2 millions de téléspectateurs[17] (première diffusion)
- France : 2,96 millions de téléspectateurs[18] (première diffusion)

- Laura Nobles : Carmen
- Josh Pais : Hank Abraham
- Krista Braun : Cynthia Harris
- Jolly Abraham : Docteur Patel
- Mary B McCann : Didi Denzler
- K. Todd Freeman : Mr. Reynolds
- Christophe J. Domig : Alex Harris
- Yinka Adeboyeku : Ndour
- Neal Lerner : Richard Wallace
- Jason Cerbone : Lorenzo Desappio
- Chandra Thomas : Patricia Reynolds
- Daveed Diggs : Conseiller Henderson
- Leslie Odom Jr : Révérend Curtis Scott
- Isiah Whitlock Jr. : Capitaine Reece
- Michael Potts : Sergent Cole Draper
- Dashiell Eaves : Sergent Kevin Donlan
- Robert John Burke : Sergent Ed Tucker
- Caris Vujcec : Détective Louise Campesi
- Donal Logue : Lieutenant Declan Murphy
- Scott William Winters : Détective Joe Dumas

### Épisode 6:Instincts maternels
- États-Unis /  Canada : 21 octobre 2015 sur NBC / CTV Two
- Suisse : 17 avril 2016 sur RTS Un
- France : 22 juin 2016 sur TF1

- États-Unis : 6,33 millions de téléspectateurs[19] (première diffusion)

- Wass Stevens : Slice
- Tabitha Robert : Rose Galiay
- Lindsay Pulsipher : Kim Rollins
- Virginia Madsen : Beth Ann Rollins
- Zach McGowan : Anton Krasnikov
- Jason Cerbone : Lorenzo Desappio
- Tony Campesi : Conseiller Steve Ruth
- Andy Karl : Mike Dodds
- Peter Gallagher : Chef Adjoint William Dodds
- Bradley Dubow : Noah Porter Benson

### Épisode 7:13 à la douzaine
- États-Unis /  Canada : 4 novembre 2015 sur NBC / CTV Two
- Suisse : 24 avril 2016 sur RTS Un
- France : 29 juin 2016 sur TF1

- États-Unis : 6,55 millions de téléspectateurs[20] (première diffusion)
- France : 4,16 millions de téléspectateurs[21] (première diffusion)

- Ryan Devlin : Pasteur Eldon
- Kieran Mulcare : Rick
- Betsy Aidem : Docteur Sloane
- Chris Eliott : Pete Matthews
- Karen Tsen Lee : Susan Chung
- Victoria Leigh : Lane Baker
- Geneva Carr : Pam Baker
- Chris Elliott : Pete Matthews
- Richard Poe : Juge Elias Barnes
- Christopher Sieber (en) : Frank Baker
- Andy Karl : Mike Dodds
- Bridget McGarry : Summer Baker
- Rachel Annette Helson : Tymber Baker

### Épisode 8:Recherche en fraternité
- États-Unis /  Canada : 11 novembre 2015 sur NBC / CTV Two
- Suisse : 1er mai 2016 sur RTS Un
- France : 29 juin 2016 sur TF1

- États-Unis : 7,76 millions de téléspectateurs[22] (première diffusion)
- France : 3,66 millions de téléspectateurs[21] (première diffusion)

- Alice Barrett : Stella
- Steve Rosen : Guthrie
- Pedro Morillo Jr. : Diego
- David Dean Bottrell : Stan
- Betsy Aidem : Docteur Sloane
- Angelica Page : Mrs Evans
- Ross Gibby : Patrick Evans
- Brian Avers : George Marino
- Nick Cordero : Robby Marino
- Tony White : Cleon Johnson
- Lorenzo Pizoni : Brendan Cahill
- Joanna Bonaro : Camille Marino
- Pilar Witherspoon : Helen Ryan
- Andy Karl : Mike Dodds
- B. D. Wong : Docteur George Huang
- Bradley Dubow : Noah Porter Benson
- Tamara Tunie : Docteur Melinda Warner

Alors que Benson est au parc avec son fils, des parents déclarent la disparition de leur fille, Lily. L’unité spéciale s’en charge sur la demande de sa mère, qui travaille pour le bureau du procureur. Fin et Dodds pensent d’abord qu'elle a fugué, mais malheureusement, ils retrouvent le cadavre de Lily sous un pont. Désorienté et ému, le sergent Dodds se remet en question après avoir conclu hâtivement qu'il s'agissait d'une banale fugue. Il est désormais déterminé à mettre la main sur son meurtrier. Alors que ses parents la décrivaient comme une adolescente exemplaire, son meilleur ami raconte aux enquêteurs qu'elle était devenue rebelle et qu'elle voulait se sentir désirable, comme le prouvent des photos intimes d'elle retrouvées sur sa tablette. Envoyées à un jeune homme de 20 ans, ce dernier leur explique qu'il a pris peur quand il a su qu'elle était mineure et son alibi est solide. En prélevant le sperme et de l’ADN sous les ongles de la victime, la légiste Warner effectue une recherche filiale. Elle s’aperçoit qu’un homme, ayant un ADN identique à celui du tueur à 50%, a déjà été arrêté. L’équipe part l’interroger, un certain Brendan. Il leur apprend qu’il a été adopté et qu'on lui a pris son ADN pour fraude dans un train puis les met sur la piste de sa vraie mère qu'il n'a plus jamais revue depuis sa naissance. Celle-ci assure aux enquêteurs qu'un certain Ray Marino est bien son père et qu'il est décédé depuis 5 ans. Elle était sa maîtresse et leur révèle le nom de ses deux premiers fils qu'il a eus avec son épouse. Questionnés séparément, ils semblent se protéger mutuellement car l'un prétend que le second a dormi à son bureau la veille du meurtre. Or, sous pression, le cadet, fragile, craque et narre aux inspecteurs qu'il a bien violé Lily. Mais ses aveux sont immédiatement démentis par son ADN : ce n'est celui d'aucun des deux frères.  

### Épisode 9:Double peine
- États-Unis /  Canada : 18 novembre 2015 sur NBC / CTV Two
- Suisse : 8 mai 2016 sur RTS Un
- France : 29 juin 2016 sur TF1

- États-Unis : 6,29 millions de téléspectateurs[23] (première diffusion)

- Mili Avital : Laurie Colfax
- Jenna Wolfe : Elle-même
- Kathryn Meisie : Sharon Daley
- Tom Sizemore : Lewis Hodda
- Alex Karpovsky : Stephen Lomatin
- Liza Colón-Zayas : Delores Rodriguez
- Robin Weigert : Avocate de la défense Lisa Hassler
- Joe Grifasi : Juge Hashi Horowitz
- B. D. Wong : Docteur George Huang
- Alyson Morgan : Infirmière Shelby Roberts

### Épisode 10:Excès d'attention
- Canada : 4 janvier 2016 sur CTV
- États-Unis : 6 janvier 2016 sur NBC
- Suisse : 15 mai 2016 sur RTS Un
- France : 6 juillet 2016 sur TF1

- États-Unis : 7,84 millions de téléspectateurs[24] (première diffusion)
- Canada : 1,04 million de téléspectateurs[25] (première diffusion + différé 7 jours)
- France : 2,7 millions de téléspectateurs[26] (première diffusion)

- Andy Karl : Mike Dodds
- Erik Hager : Cole Foster
- Brett G. Smith : Al Clark
- Tony Campisi : Steve Ross
- Noah Fleiss : Nat Dennehy
- Missy Crider : Serena Foster
- Kelli Barrett : Phoebe Burnap
- Michael Gaston : Donald Bazinski
- Alberto Rosende : Jordan Messina
- Christopher Gray : Travis Barnstow
- Robert Sean Leonard : Kenneth O'Dwyer

### Épisode 11:Sous haute tension
- Canada : 11 janvier 2016 sur CTV
- États-Unis : 13 janvier 2016 sur NBC
- Suisse : 22 mai 2016 sur RTS Un
- France : 6 juillet 2016 sur TF1

- États-Unis : 8,01 millions de téléspectateurs[27] (première diffusion)
- Canada : 1,26 million de téléspectateurs[28] (première diffusion + différé 7 jours)
- France : 2,7 millions de téléspectateurs[26] (première diffusion)

- Andy Karl : Mike Dodds
- Robert John Burke : Sergent Ed Tucker
- Joe Reegan : Joe Utley
- Josh Saviano : Don Traft
- Jack Gore : Luca Crivello
- Kevin Geer : Chief Garbriel
- Ted Sutherland : Zach Foster
- Bronwyn Reed : Lucy Huston
- Wendy Hoopes : Lisa Crivello
- Cole Bernstein : Tess Crivello
- Anthony Grasso : Richard Crivello
- Shawn Andrews : Capitaine Sasso
- Jordan Gelber : Principal Bernstein
- Amber Skye Noyes : Roxie Volkov
- James McMenamin : Ralph Volkov
- Alyson Morgan : Infirmière Shelby Roberts

### Épisode 12:La Cerise sur le gâteau
- Canada : 18 janvier 2016 sur CTV
- États-Unis : 20 janvier 2016 sur NBC
- Suisse : 29 mai 2016 sur RTS Un
- France : 6 juillet 2016 sur TF1

- États-Unis : 6,91 millions de téléspectateurs[29] (première diffusion)
- France : 2,73 millions de téléspectateurs[30] (première diffusion)

- Olivia Birkelund : Ellen Roberts
- Daniel Covin : Will Moore
- Zach Steiner : Jack Peters
- Cathryn Dylan : Daniella
- Laura Nobles : Carmen
- Sean Grandillo : Chris Roberts
- Pamela J. Gray : Laura Stewart
- John Hickok : Dennis Roberts
- Bill Irwin : Docteur Peter Lindstrom
- Dan Murphy (acteur) : le porte-parole du jury
- Charlie Ray : Abby Stewart
- Zak Steiner : Jack Peters
- Jonathan Walker (acteur) : Andrew Stewart
- Les J.N. Mau : professeur
- Aida Turturro : Juge Felicia Catano
- Sonia Manzano : Juge Gloria Pepitone
- Delaney Williams : Avocat de la défense John Buchanan
- Elizabeth Marvel : Avocate de la défense Rita Calhoun
- Andy Karl : Mike Dodds

### Épisode 13:L'Effet spectateur
- Canada : 1er février 2016 sur CTV
- États-Unis : 3 février 2016 sur NBC
- Suisse : 5 juin 2016 sur RTS Un
- France : 4 janvier 2017 sur TF1

- États-Unis : 7,31 millions de téléspectateurs[31] (première diffusion)
- France : 4,11 millions de téléspectateurs[32] (première diffusion)
- Canada : 1,23 million de téléspectateurs[33] (première diffusion + différé 7 jours)

- Adi Hanash : Josh
- Michael K. Lee : Craig
- Sandra Berrios : Maria
- Fedna Jacquet : Jenna
- Andy Karl : Mike Dodds
- Alberto Vazquez : Freddy
- Abby Miller : Libby Parker
- Aria Shahghasemi : Omar
- Jason Genao : Will Reeves
- Shunori Ramanathan : Sara
- Patrick Breen : Doug Nelson
- Anthony Ramos : Juan Flores
- Allyce Beasley : Mrs. Weisman
- J. Mallory McCree : Ronnie Ellis
- Mickey Jaiven : l'athlète défoncé
- Nicole Lewis : La Porte-parole du Jury
- Daveed Diggs : Conseiller Henderson
- Sonia Manzano : Juge Gloria Pepitone
- Yvonna Kopacz Wright : Docteur Darby Wilder
- Donnetta Lavinia Grays : Directrice Linda Bagley

### Épisode 14:Donner pour reprendre
- États-Unis /  Canada : 10 février 2016 sur NBC / CTV Two
- Suisse : 12 juin 2016 sur RTS Un
- France : 18 janvier 2017 sur TF1

- États-Unis : 7,59 millions de téléspectateurs[34] (première diffusion)
- France : 3,44 millions de téléspectateurs[35] (première diffusion)

- Adi Hanash : Josh
- Tony Rossi : Libraire
- Sandra Berrios : Maria
- Pat Kiernan : lui-même
- Andy Karl : Mike Dodds
- Cheryl Wills : elle-même
- Alberto Vazquez : Freddy
- Abby Miller : Libby Parker
- Shunori Ramanathan : Sara
- Robin de Jesus : Jose Silva
- Phillip Chorba : Kyle Wilkins
- Patrick Breen : Doug Nelson
- Kevin Kane : Major Bowman
- Anthony Ramos : Juan Flores
- Laiona Michelle : la gardienne
- J Mallory McCree : Ronnie Ellis
- Sarah Bisman : Bronwyn Wilkins
- Allyce Beasley : Mme Weissman
- Jamil Mena : Agent correctionnel #1
- Daveed Diggs : Conseiller Henderson
- Sonia Manzano : Juge Gloria Pepitone
- Jefferson Mays : Docteur Carl Rudnick
- Kazy Tauginas : Agent correctionnel #3
- Alvin Crawford : Agent correctionnel #4
- Dallas Roberts : Docteur Gregory Yates
- Yvonna Kopacz Wright : Docteur Darby Wilder
- Anna Deavere Smith : gardienne Lucille Fenton
- Donnetta Lavinia Grays : Directrice Linda Bagley
- Stephen W. Tenner : Agent correctionnel Green Haven

### Épisode 15:À double titre
- États-Unis /  Canada : 17 février 2016 sur NBC / CTV Two
- Suisse : 19 juin 2016 sur RTS Un
- France : 1er février 2017 sur TF1

- États-Unis : 7,73 millions de téléspectateurs[36] (première diffusion)
- France : 2,05 millions de téléspectateurs> (première diffusion)

- Andy Karl : Mike Dodds
- Robert John Burke : Sergent Ed Tucker
- Jessica Philips : Substitut du Procureur Pippa Cox
- Sarah Mezzanotte : Amber
- Josh Pais : Hank Abraham
- Susie Essman : Ariane Heller
- Ned Eisenberg : Roger Kressler
- Danny Johnson : Teddy Hawkins
- George Morfogen : M. Markowitz

### Épisode 16:Info ou intox?
- États-Unis /  Canada : 24 février 2016 sur NBC / CTV Two
- Suisse : 26 juin 2016 sur RTS Un
- France : 1er février 2017 sur TF1

- États-Unis : 6,47 millions de téléspectateurs[37] (première diffusion)

- Nadia Gan : Sheila Lin
- James Madio : Noel Panko
- Vivien Cardone : Kristi Cryer
- Rachel Deacon : Jen Burrows
- Craig Bierko : Bobby D'Amico
- Delaney Williams : Avocat de la défense John Buchanan
- Ami Brabson : Juge Karyn Blake
- Andy Karl : Mike Dodds
- Peter Gallagher : Chef Adjoint William Dodds

### Épisode 17:Pardonnez nos offenses...
- États-Unis /  Canada : 2 mars 2016 sur NBC / CTV Two
- Suisse : 3 juillet 2016 sur RTS Un
- France : 11 janvier 2017 sur TF1

- États-Unis : 6,86 millions de téléspectateurs[38] (première diffusion)
- France : 3,70 millions de téléspectateurs[39] (première diffusion)

- Richard Topol : Winn
- Andy Karl : Mike Dodds
- Yainis Ynoa : Natalie Diaz
- David Cale : Juge Wheeler
- Abigail Savage : Nina Kelly
- Sahr Ngaujah : Père Akintola
- Jeb Brown : Capitaine Gerbic
- Mary B McCann : Didi Denzler
- Karen Tsen Lee : Susan Chung
- Karen Christie-Ward : Sœur Ida
- Brock Yurich : Lance Woodstone
- John Ales : Détective Tom Russo
- Rebecca Gruss : Danielle Backerly
- Michael Potts : Sergent Cole Draper
- Robert John Burke : Sergent Ed Tucker
- JD Williams : Détective Anton Jefferson
- Michael O'Keefe : Père Eugène Hannigan
- Jonathan Cake : Monseigneur Zimmerman

### Épisode 18:...Délivrez-nous du mal
- États-Unis : 23 mars 2016 sur NBC
- Suisse : 3 juillet 2016 sur RTS Un
- France : 11 janvier 2017 sur TF1

- États-Unis : 6,11 millions de téléspectateurs[40] (première diffusion)

- Jonathan Cake : Monseigneur Zimmerman
- David Cale : Juge Wheeler
- Abigail Savage : Nina Kelly
- Sahr Ngaujah : Père Akintola
- Brock Yurich : Lance Woodstone
- Frank Vincent : Bishop Cattalano
- Amanda Bishop : Heidi Aronson
- Jason Cerbone : Lorenzo Desappio
- Rebecca Gruss : Danielle Backerly
- Andy Karl : Mike Dodds
- Melinda Tanner : Sœur Antonia
- Karen Christie-Ward : Sœur Ida
- Yainis Ynoa : Natalie Diaz
- Michael O'Keefe : Père Eugène O'Hannigan
- John Ales : Détective Tom Russo
- JD Williams : Détective Anton Jefferson
- Robert John Burke : Sergent Ed Tucker
- Peter Gallagher : Chef Adjoint William Dodds

### Épisode 19:Le Profil idéal
- États-Unis : 30 mars 2016 sur NBC
- Belgique : 29 juillet 2016 sur RTL-TVI
- France : 11 janvier 2017 sur TF1

- États-Unis : 6,07 millions de téléspectateurs[41] (première diffusion)

- Saul Stein : Tom Nomaks
- Molly Camp : Mary Collen
- Natalie Roy : Hannah Levy
- Mike DiSalvo : Robert Levy
- Laura Piccoli : Sofie Novak
- Robert McKay : Andy Becker
- Kevin Tighe : Gregory Searle
- Reggie Alvin Green : Jackson
- Leo Fitzpatrick : Gerald Loomis
- Donna Mitchell : Juge E. Kearns
- Myrna Cabello : Felicidad Flores
- Michael Rapaport : Richie Caskey
- Chazz Menendez : Anthony Nomaks
- Brian Patrick Murphy : Jerry Nomaks
- Joyce Lynn O'Connor : Sharon Caskey
- Lisa Arrindell Anderson : Robien Daughtry
- Scott Grimes : Avocat Thomas Zimmerman

En rentrant chez elle, une jeune femme, Sofie, est violée par un homme cagoulé et armé d'un couteau. Il s'agit d'une nouvelle agression dans son quartier chic où sévit un violeur en série. Ce dernier utilise notamment un préservatif pour ne pas laisser son ADN. Ces agressions sexuelles coïncident avec l'ouverture récente d'un foyer pour sans-abris, d'anciens délinquants sexuels fraîchement sortis de prison et placés sous liberté conditionnelle. En y allant pour prélever leur ADN et enregistrer leur voix, afin que la victime identifie son bourreau qui lui a parlé brièvement, Rollins et Fin sont surpris de voir leur collègue Carisi parmi eux. Quant à Sofie, elle ne reconnaît aucune voix. En effet, Benson leur apprend qu'il a décidé de s'infiltrer parmi eux pour tenter de démasquer le violeur. Inquiète pour lui et sa sécurité, Rollins demande à sa supérieure d'annuler son enquête sous couverture, en vain. Il est déterminé à l'arrêter. Tabassé par le père de Sofie et ses proches qui souhaitent chasser les détraqués sexuels qui trouvent refuge dans le foyer en question, Carisi est sauvé par l'un d'entre eux, Richie, qui lui apprend qu'il a été condamné pour viol et, après avoir purgé sa peine, qu'il est sur le point de rentrer sur le marché du travail. Tout se complique lorsque la psychologue du foyer, qui s'occupait de remettre les sans-abris sur la bonne voie, est retrouvée violée et sauvagement assassinée sur une autoroute. Son autopsie démontre qu'elle a réussi à arracher la cagoule de son agresseur car des fibres ont été retrouvés sous ses ongles. Elle l'a reconnue et il l'a tuée pour la faire taire.

### Épisode 20:Condamnées au silence
- États-Unis : 4 mai 2016 sur NBC
- Belgique : 5 août 2016 sur RTL-TVI
- France : 18 janvier 2017 sur TF1

- États-Unis : 5,26 millions de téléspectateurs[42] (première diffusion)
- France : 3,98 millions de téléspectateurs[35] (première diffusion)

- Griffin Dunne : Benno Gilbert
- Virginia Gardner : Sally Landry
- Sandrine Holt : Nora Wattan
- Tom Pelphrey : Matt Kroger
- Fisher Stevens : Alvin Gilbert
- Hari Dhillon : Avocat de la défense Sunil Varma
- Andy Karl : Mike Dodds
- Richard Belzer : John Munch

Lors d'un shooting organisé par un grand photographe de mode, Alvin Gilbert, une jeune fille de 17 ans, Sally, repousse ses avances mais l'assistante de ce dernier, Nora, la pousse à s'enivrer pour qu'elle les accepte. Alors qu'ils passent du bon temps avec leurs enfants, Benson et Rollins, ainsi que Carisi, sont appelés d'urgence à l'hôpital. Hospitalisée, Sally leur explique qu'elle a été violée par Gilbert et que sa collègue l'a incitée à se déshabiller et à coucher avec lui si elle voulait faire carrière à ses côtés. Choquée d'apprendre que celle-ci a pris des photos de leur relation sexuelle tout en n'intervenant pas pour arrêter Gilbert, Benson et Rollins lui font comprendre qu'elle a été violée et qu'elle était à ce moment-là trop vulnérable pour faire la différence entre un viol et un rapport consenti. Dès lors, pour prouver qu'il s'agit bien d'une agression sexuelle, l'unité spéciale doit récupérer les clichés d'autant plus qu'elle rencontre le petit ami agressif et agent de la victime, Matt, qui s'avère la brutaliser en secret, comme le remarque Benson en apercevant l'œil au beurre noir de Sally lorsqu'elle débarque au commissariat le lendemain de leur rencontre. Par peur de ne pas avoir de carrière dans la mode, et sous l'emprise de Matt, elle refuse de porter plainte. 

### Épisode 21:Triste réalité
- États-Unis : 11 mai 2016 sur NBC
- Belgique : 12 août 2016 sur RTL-TVI[43]
- France : 4 janvier 2017 sur TF1

- États-Unis : 6,06 millions de téléspectateurs[44] (première diffusion)

- Ava Lange : Ashley B.
- Adam Perry : Emmett
- Jones Miller : Mrs. Connor
- Larisa Oleynik : Lizzie Bauer
- Adam Gregory : Ryan Ledder
- Shannon Thornton : Ashley S.
- Adam Perry : Emmett Weaver
- Mather Zickel : John Valentine
- Rachael Emrich : Gigi Danson
- Michael Gross : Jeffrey Prince
- Wendie Malick : Regina Prince
- Comfort Clinton : Melanie Connor
- Jordan Bondurant : Graham Turco
- Caprice Benedetti : Tammy Ledder
- Robert John Burke : Sergent Ed Tucker

### Épisode 22:Abus de surveillance
- États-Unis : 18 mai 2016 sur NBC
- Belgique : 19 août 2016 sur RTL-TVI[45]
- France : 8 février 2017 sur TF1

- États-Unis : 5,78 millions de téléspectateurs[46] (première diffusion)
- France : 2,19 millions de téléspectateurs (première diffusion)

- Andy Karl : Mike Dodds
- Bill Duke : Ed Pastrino
- Karina Logue : Lisa Munson
- Ramon Franco : Tony Rodriguez
- Ernest Waddell :  Ken Rendall
- Carolyn Michelle Smith : Orita Wilkins
- Krystal Joy Brown : Charisse McCabe

Du changement d'annonce à 'USV : Carisi obtient son examen du barreau et  Dodds rejoindra prochainement l’unité antiterroriste. Plus tard, alors que Fin déjeune avec son fils Ken, qui va bientôt être papa, ce dernier reçoit un appel d’une certaine Charice, qui lui dit avoir été violée  par Gary Munson, un surveillant pénitentiaire de Rikers Island. Charice précise à l’USV que le gardien lui imposait des actes sexuels alors qu'elle était détenue, qu'il a continué à lui demander des fellations même après sa sortie de prison, qu'elle a voulu en terminer avec lui et que ça l’a mis en colère. Elle ajoute qu'elle n'est pas la seule à subir ça et que dans la prison, il emmène les prisonnières à l’aumônerie, endroit où il n’y a pas de caméra. Le substitut Barba hésite à poursuivre Munson car il y a peu de preuves contre lui et le syndicat des surveillants pénitentiaires est très puissant. De plus, les enquêtes à Rikers n’aboutissent jamais à rien. Olivia suggère donc d’utiliser le prétexte d’une enquête plus large de trafic sexuel pour enquêter sur Munson tout en ne le ciblant pas directement. 
En visionnant les vidéo de la prison, l’USV s’aperçoit que Rita, une autre surveillante, monte la garde devant l’aumônerie chaque fois que Munson y emmène une détenue. A ce moment-là, on apprend que Charice s’est encore faite arrêter. Dodds et Carisi insistent pour interroger Charice et, sous couvert de leur enquête pour trafic sexuel, prennent sa déposition. Elle affirme qu’elle ne s’en sortira jamais car Munson sait où elle habite. Son arrestation semble arbitraire :  il est possible que Munson se doute qu’il est ciblé et qu'il joue de ses relations pour faire pression sur Charice. 
A l’audience préliminaire, Barba demande des réductions de caution pour toutes les femmes victimes de Munson et susceptibles d’être en danger à Rikers, mais aucune d’entre elles ne veut coopérer car elles ont trop peur des gardiens et que, quand elles sortent de prison, Munson continue à les harceler. Charice tente même de s'enfuir mais est rattrapée par l'USV, qui tente de l'utiliser pour tendre un piège à Munson. Cependant, celui-ci se doute rapidement qu'elle porte un micro : il l'emmène donc dans une cave, où il la menace tout en faisant bien attention à ce qu’il dit. Grâce à un code convenu entre Fin et Charice, l’USV arrête Munson pour tentative de viol.  Il est interrogé avec son avocat et son représentant syndical et répète que c’est Charice qui lui a fait du chantage. Le syndicaliste menace implicitement Barba. 
Lors de l’audience de mise en accusation, Barba demande la mise en détention, le juge rejette cette demande mais fixe une caution. L’épouse de Munson s’emporte contre Olivia et dit que son mari est un homme bien et un bon père. Il est difficile de trouver des preuves contre Munson car il est très prudent : il coupe le GPS lorsqu’il passe devant chez les victimes et évite les caméras connues. Cependant, grâce aux relations de Dodds à l’antiterrorisme, l'USV arrive à trouver par où il passe. Une perquisition est organisée chez Munson. La femme de ce dernier menace Olivia de la faire mettre à la circulation, et Olivia lui suggère de faire un test de dépistage des MST car son époux a eu un "comportement à risque". 

### Épisode 23:L'Heure des départs
- États-Unis : 25 mai 2016 sur NBC
- Belgique : 26 août 2016 sur RTL-TVI[47]
- France : 8 février 2017 sur TF1

- États-Unis : 7,19 millions de téléspectateurs[48] (première diffusion)
- Canada : 782 000 téléspectateurs[49] (première diffusion + différé 7 jours)

- Andy Karl : Mike Dodds
- Peter Gallagher : Chef Adjoint William Dodds
- Robert John Burke : Sergent Ed Tucker
- Bill Irwin : Docteur Peter Lindstrom
- Kevin O'Rourke : Docteur Rosenthal
- Bill Duke : Ed Pastrino
- Brad Garrett : Gary Munson
- Karina Logue : Lisa Munson
- Ramon Franco : Tony Rodriguez
- Jack McGee : Lieutenant Allan James

Le grand jury décide d'ajouter de nouveaux chefs d’inculpation contre Gary Munson, mais le juge refuse toujours la détention provisoire. Olivia croise la femme de Munson dans les toilettes du tribunal ; celle-ci lui avoue qu'elle a fait le test de dépistage des MST et qu'elle a pris un avocat pour divorcer de son mari. Elle donne le change en attendant et fait semblant de le soutenir. Olivia lui intime d'être très prudente car dans ces cas-là, "la femme meurt". 
Plus tard, Mike Dodds, dont c'est le dernier jour à l'USV, décide d'accompagner Olivia au domicile des Munson afin d'aider l'épouse à quitter la maison sans danger avec les enfants. Lorsqu'ils arrivent, ils sont accueillis par Munson et Lisa qui, morte de peur, leur dit qu'elle s'est trompée et qu'elle ne veut plus partir. Néanmoins, Olivia et Dodds insistent pour entrer. 
A la cour, Barba est menacé par l’avocat de Munson et le représentant syndical de la pénitentiaire, qui lui disent qu’il va se heurter à des représailles des autres surveillants, mais il tient bon et refuse d’abandonner les charges. Dans l’ascenseur, l’individu au blouson en cuir revient et le menace de mort une nouvelle fois. 
Chez les Munson, alors qu’Olivia occupe les enfants, Dodds reste seul avec Munson et tente de dialoguer avec lui. Olivia accompagne les enfants dehors et Dodds reste dans la maison. Or, aucun des deux policiers n’a fouillé Munson, ce qui est une grosse erreur car il sort un pistolet et menace de tuer sa femme. Il ordonne à Dodds de quitter les lieux mais ce dernier refuse car il ne veut pas abandonner Madame Munson aux griffes de son mari. Le gardien refuse de dialoguer, mais demande à Olivia de mettre ses enfants en sécurité.   
Barba reconnait l'individu qui le menace à l'aide des images de la vidéosurveillance. Il avoue à Rollins et Carisi qu’il reçoit des menaces régulières depuis qu’il a fait inculper les 3 flics qui ont tué Terrence Reynolds (cf. épisode 5). Rollins appelle Olivia pour le lui signaler, mais le lieutenant a un problème encore plus grave à régler : Dodds est toujours dans la maison des Munson. L’unité d’intervention et les secours arrivent ainsi que le chef Dodds, qui est furieux que personne n’ait pensé à fouiller Munson avant d’entrer. Le commandant O’Brien, beau-père de Munson, arrive également sur les lieux et indique qu’il n’apprécie pas beaucoup son beau-fils. L'USV n’arrive pas à avoir un visuel de l’intérieur de la maison. Dodds senior insiste pour entrer dans la maison mais Olivia, qui craint un bain de sang, temporise. 
A l'intérieur, Munson panique et pointe le pistolet sur la tempe de son épouse. Dodds tente un ultime dialogue, et refuse encore une fois de sortir de la maison. Il essaie de désarmer Munson, un coup de feu part, l’unité d’intervention force la porte et entre et trouve Dodds blessé, une balle dans le ventre. Munson se rend et Dodds est transporté à l’hôpital.  La balle est rentrée dans l’abdomen et a touché une artère. Le médecin conseille donc à Dodds senior de contacter des membres de la famille qui aimeraient voir son fils au cas où il ne s'en tire pas. Mais Mike Dodds finit par se réveiller et semble être sorti d'affaire. 
Le type qui a menacé Barba est finalement identifié : il s'agit d'un membre du gang BX9 dont le substitut a fait inculper le frère. Olivia ordonne à Carisi et Rollins d'aller l'arrêter et de veiller à bien mettre leurs gilets pare-balle. 
La fiancée de Dodds arrive et, alors qu’il discute avec elle, Mike paraît désorienté. Il est emmené en urgence en neurologie et fait une attaque cérébrale. Même si son cœur bat toujours, il n'est déjà plus là... Le chef Dodds s’effondre en larmes dans les bras d’Olivia. 
Un vibrant hommage est rendu au sergent Dodds par toute la police, en uniforme, avec le drapeau, puis tout le monde se retrouve au bar pour la veillée funèbre. Olivia va parler au chef Dodds, qui en veut à son fils d'avoir été imprudent.  Elle lui répond qu’il voulait être comme son père : un héros. Enfin, un toast émouvant est porté à Mike. 
Au commissariat, Barba,  identifie formellement l’homme qui l’a menacé. Carisi lui annonce qu'il ne prendra pas de poste de substitut tout de suite car l'USV a encore besoin de lui. 